# Кућа Вукашина Милошевића у Кучајни
Кућа Вукашина Милошевића у Кучајни, месту у општини Кучево, претпоствља се да је подигнута је око 1830. године. Једноставан просторни склоп чини је занимљивим примером народног градитељства, који представља рану фазу у развоју моравског типа кућe. Због својих одлика кућа је проглашена за непокретно културно добро као споменик културе.

## Изглед куће
Пошто је подигнута на нагнутом терену у дворишту власника, кућа се састоји од високог приземља и подрума, који је једним делом укопан у терен. Њена основа је у облику ћириличног слова Г. Зидови су изведени у бондручној конструкцији испуњеној чатмом. Носе их темељи изведени од ломљеног камена. Кров је сложене конструкције покривен ћерамидом.
У просторном смислу кућа је дводелна са подужним тремом препуштеним у једном делу у диванхану, испод које се налази улаз у подрум. На трему су дрвени профилисани стубови и ограда од шашовца. Ниво приземља је преко трема са тереном повезан масивним бочним каменим степеништем. Унутрашњи простор приземља подељен је на „кућа“ и собу, док је у подруму једна просторија .
Власник не живи више у њој, па кућа убрзано пропада. 